# Kościół św. Tomasza w Pradze
Kościół św. Tomasza (czes. Kostel svatého Tomáše) – rzymskokatolicka świątynia znajdująca się przy ulicy Josefskiej 8 na Małej Stranie w Pradze

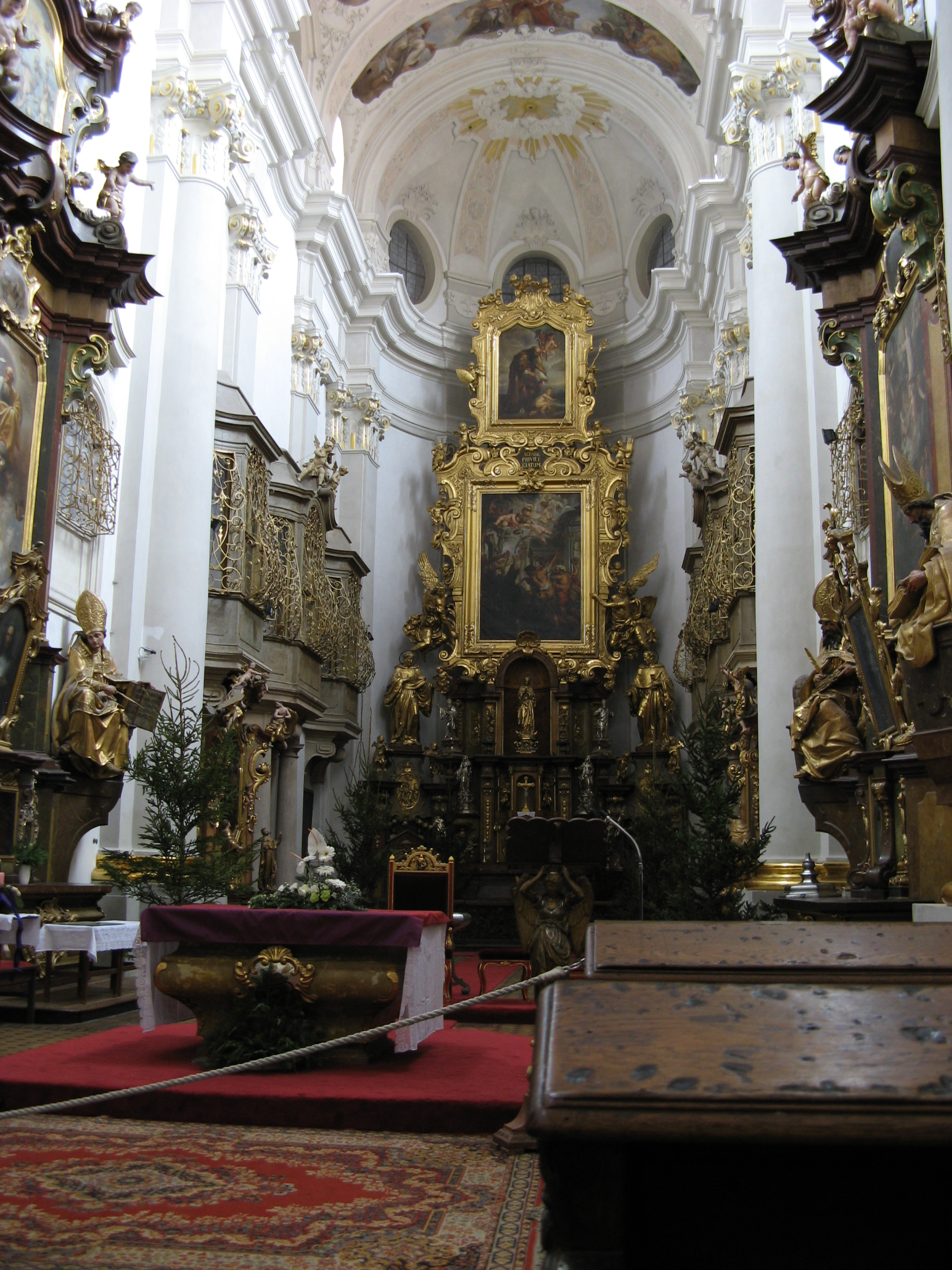
Ołtarz w kościele św. Tomasz w Pradze z bliska

Kościół jest częścią większego kompleksu klasztornego augustianów, ufundowanego przez Wacława II w 1285. Budowa kompleksu trwała do 1379.
Kościół zbudowany pierwotnie w stylu gotyckim, spalony w trakcie wojen husyckich, w 1723 zniszczony przez uderzenie piorunem. Przebudowa projektu K. I. Dietzenhofera z lat 1727–1731 nadała mu obecny barokowo-gotycki wygląd.
Na ołtarzu głównym znajdują się kopie obrazów Rubensa pt. Męczeństwo świętego Tomasza oraz Święty Augustyn (oryginały są przechowywane w praskiej Galerii Narodowej).
Freski w sklepieniu nawy głównej oraz we wnętrzu kopuły są autorstwa Václava Vavřinca Reinera.
W kościele odbywają się także msze w języku angielskim.